# Stefan Mleczko
Stefan Franciszek Mleczko (ur. 2 września 1957 w Chorzowie) – polski polityk, działacz piłkarski, poseł na Sejm X kadencji.

## Życiorys
Ukończył studia na Uniwersytecie Śląskim w Katowicach w 1987, zdobywając tytuł zawodowy magistra nauk politycznych. Uprzednio od 1976 pracował jako cieśla górniczy w kopalni „Barbara” w Chorzowie.
W 1977 wstąpił do Polskiej Zjednoczonej Partii Robotniczej. W 1989 stanął na czele wojewódzkich struktur Związku Socjalistycznej Młodzieży Polskiej w Katowicach, tego roku w wyborach otrzymał mandat posła na Sejm kontraktowy z okręgu rybnickiego. W parlamencie pełnił funkcję sekretarza Sejmu oraz przewodniczącego Komisji Młodzieży, Kultury Fizycznej i Sportu, na koniec kadencji należał do Parlamentarnego Klubu Lewicy Demokratycznej.
Po zakończeniu pracy w parlamencie podjął pracę w prywatnej spółce z Rudy Śląskiej. W 1997 zainicjował powołanie Gorlickiego Podokręgu Piłki Nożnej, pełnił funkcję pierwszego prezesa tej organizacji. Działał także w zarządzie klubu sportowego Ruch Chorzów, a w 2004 objął stanowisko prezesa Stowarzyszenia „Ruch Chorzów”. Zajmował je przez okres około roku, kiedy to doszło do likwidacji tej organizacji w związku z powołaniem sportowej spółki akcyjnej. Został trenerem drużyny AKS Wyzwolenie Chorzów.
W 1984 został odznaczony Brązowym Krzyżem Zasługi.